# Стела Енева
Стела Алдемирова Енева е българска лекоатлетка с увреждания, състезаваща се основно в дисциплините хвърляне на диск, тласкане на гюле и хвърляне на копие. Има успехи на национални, европейски и световни първенства и три пъти представлява България на параолимпийски игри. Носителка на титлата „Спортист с увреждания на България“ – за 2010, 2012, 2013, 2014 и 2015 година. Почетна гражданка на родния си град Варна.

## Биография
Родена с малформации на краката, още като бебе Енева е подложена на ампутация на двете подбедрици и се придвижва с протези. Завършва висше образование – „Счетоводство“ във Варна. Започва да се занимава с атлетика през 2000 година. Създава във Варна спортен клуб за хора с увреждания „Атлант“.
Енева участва на Летните параолимпийски игри в Атина през 2004 година, където се състезава в дисциплините хвърляне на диск, тласкане на гюле, и хвърляне на копие, но завършва съответно 10-а, 11-а и 12-а.
На Световното първенство по лека атлетика през 2006 година в Асен Енева печели два златни медала: на гюле с 9,82 метра и на диск с 31,94 метра.
На Параолимпиадата в Пекин през 2008 година тя печели сребърен медал на хвърлянето на диск, категория F57-58 с резултат от 34.58 метра, но завършва без медал на четвърто място в другата си дисциплина, тласкане на гюле, с резултат 10,28 метра.
През 2011 година завършва с два сребърни медала на Световното първенство. На гюле постига резултат от 10,54 метра, а на диск – 39,84 метра.
Енева печели два сребърни медала на Параолимпийските игри в Лондон през 2012 година, когато завършва втора на диск и гюле, съответно с резултати 36,56 и 11,38 метра.
На световното първенство през 2013 година печели един сребърен медал, когато изтласква гюлето на 11,40 метра. В дисциплината хвърляне на диск остава четвърта с резултат от 35,70 метра.
На Европейското първенство по лека атлетика за спортисти с увреждания в Суонзи през 2014 година, печели два златни медала – на диск с хвърляне от 31,88 метра и на гюле с резултат от 10,58 метра. И двата резултата представляват за Енева най-добро лично постижение.
През 2015 г. на Световното първенство за спортисти с увреждания в Доха, Катар печели злато на гюле (11,14 метра) и сребро на диск (32,25 метра), които впоследствие са анулирани. Тя печели квота за Параолимпийските игри в Рио през 2016 година, но заради установена положителна проба за анаболния стероид оксандролон на световното първенство в Доха през октомври 2015 г., получава четиригодишно наказание и състезателните ѝ права са спрени до 3 декември 2019 г. Двете ѝ отличия от Доха са анулирани.